# 美國駐胡志明市總領事館
美國駐胡志明市總領事館（英語：Consulate General of the United States, Ho Chi Minh City）是美國在越南第一大城胡志明市設立的領事館，地址為第一郡黎筍大道4號（4 Lê Duẩn），領事區為越南南部各省。
胡志明市總領事館於1995年華府－河內建交之後開張，是繼1975年越戰結束、美國駐南越大使館裁撤後，20年來再次於當地設立的美國外交代表處。大使館舊址與今總領事館位於同一街區，舊使館辦公大廈於1998年拆毀，留下的用地改建為總領事館附設公園，供領事館員工休憩。

## 事件
- 2013年7月18日，胡志明市美國總領事館的倉庫在維修空調系統時發生冷媒爆炸，在場的6名越南籍雇員中1人喪命、5人受傷[3][4]。

## 歷代美國駐胡志明市總領事
| 姓名   | 圖像 | 任期          | 備註                            |
| ------ | ---- | ------------- | ------------------------------- |
|        |      | 1998年—2001年 | 前駐瀋陽簽證處長、 駐廣州簽證官 |
|        |      | 2001年—2004年 | [ 7 ] [ 8 ]                     |
|        |      | 2004年—2007年 | [ 8 ]                           |
|        |      | 2007年—2010年 | [ 9 ] [ 10 ]                    |
| 黎成恩 |      | 2010年—2013年 | 第一位越裔總領事                |
|        |      | 2013年—2016年 | [ 12 ]                          |
|        |      | 2016年—2019年 | 前美國在台協會經濟官            |
|        |      | 2019年—       | [ 14 ]                          |

## 外部連結
- 總領事館官方網站